# Assassinio a Venezia
Assassinio a Venezia (A Haunting in Venice) è un film del 2023 diretto e interpretato da Kenneth Branagh.
La pellicola, adattamento cinematografico del romanzo del 1969 Poirot e la strage degli innocenti scritto da Agatha Christie, è il terzo capitolo della serie su Hercule Poirot interpretato da Kenneth Branagh, dopo Assassinio sull'Orient Express (2017) e Assassinio sul Nilo (2022).

## Trama
1947. Il famoso detective belga Hercule Poirot, avendo perso la fede in Dio e nell'umanità dopo il secondo conflitto mondiale, si è ritirato a Venezia, dove rifiuta le decine di casi che gli vengono proposti ogni giorno da postulanti che si presentano alla sua porta, con la sua guardia del corpo italiana Vitale Portfoglio che tiene lontani tutti quelli che provano ad avvicinarsi a lui. Un giorno arriva una sua vecchia amica, la scrittrice di gialli Ariadne Oliver, che lo invita ad accompagnarla ad una festa di Halloween al palazzo dell'ex cantante lirica Rowena Drake. La festa sarà seguita da una seduta spiritica, guidata dalla nota medium ed ex infermiera di guerra Joyce Reynolds, tramite cui Rowena spera di parlare con lo spirito della figlia Alicia, suicidatasi dopo aver rotto il suo fidanzamento con lo chef Maxime Gerard ed essersi ammalata gravemente. Ariadne, decisa a smascherare la Reynolds come truffatrice in modo da avere un nuovo spunto per il suo prossimo libro, convince Poirot ad aiutarla.
Durante la seduta spiritica Poirot smaschera molti trucchi della medium; in seguito, però, accadono alcuni eventi apparentemente inspiegabili e la Reynolds sembra riuscire a parlare con l'anima di Alicia, che le comunica di essere stata assassinata. Quando Poirot comincia a contestare aspramente la malafede della medium, quest'ultima lo lascia con il domino e la maschera con cui era arrivata, che lui indossa prima di provare di nascosto il gioco delle mele galleggianti; mentre è chinato nella ciotola, tuttavia, qualcuno alle sue spalle prova ad affogarlo e Poirot si salva solo grazie all'intervento di Vitale. Poco dopo la Reynolds cade da un parapetto e muore impalata su una statua nel cortile.
Con una tempesta che impedisce l'intervento della polizia, Poirot chiude i cancelli e inizia a interrogare i presenti con l'aiuto di Ariadne, tra cui l'ex suora e cameriera di Rowena Olga Seminoff, il suo ex medico di famiglia Leslie Ferrier (traumatizzato dalle sue esperienze nella liberazione del campo di Bergen-Belsen) e il figlio Leopold (che confessa a Poirot di aver sentito le voci degli orfani lasciati morire nel palazzo durante una pestilenza e che si narra infestino l'edificio), i due assistenti della Reynolds, Desdemona e Nicholas (profughi rom ungheresi salvati alla fine della seconda guerra mondiale dalle truppe americane) e Maxime Gerard (ex fidanzato di Alicia, convocato tramite invito anonimo alla seduta spiritica).
Durante le indagini Poirot inizia ad avere visioni del fantasma di Alicia, che però liquida come sciocchezze in quanto non crede al paranormale; viene in seguito ritrovata una cripta con i cadaveri dei bambini morti di peste e delle api che hanno nidificato in uno scheletro. Dopo che Gerard e Ferrier litigano a seguito di una crisi di quest'ultimo, il medico viene chiuso in una stanza isolata, la cui unica chiave viene affidata a Poirot. Intanto il detective smaschera Vitale e Ariadne come ulteriori complici della Reynolds: il poliziotto era infatti presente la notte in cui morì Alicia e aveva raccontato i dettagli alla medium per facilitarle l'inganno, mentre la scrittrice l'aveva aiutata a mettere in atto i trucchi che Poirot non era in un primo momento riuscito a spiegare, sperando di metterlo in ridicolo nel suo prossimo libro. Poco dopo, il dottor Ferrier viene trovato morto nonostante la stanza chiusa a chiave, trafitto da una spada. Ormai sempre più tormentato dalle visioni dello spirito di Alicia, Poirot si chiude nella camera da letto della ragazza e lì, dopo aver accidentalmente rotto una tazza da tè e visto una foto della bambina nel giardino sul tetto, ha un'intuizione.
Radunati gli ospiti nel cortile, Poirot rivela che l'assassino è in realtà Rowena: follemente decisa ad avere solo per sé l'affetto e le attenzioni della figlia, la donna aveva osteggiato il fidanzamento con Maxime e, per tenerla sempre sotto controllo e impedirle di riconciliarsi con lui, l'aveva drogata correggendo il suo tè con del miele velenoso prodotto dalle sue api (aveva distrutto i fiori da campo sul tetto, per poi sostituirli con quelli di un rododendro allucinogeno che si era procurata durante un viaggio in Turchia, che Maxime durante la sera annusandolo non ha riconosciuto). Ma una notte, dopo che Rowena si era concessa qualche ora di sonno, Alicia aveva avuto una crisi e Olga per calmarla le aveva dato del tè, uccidendola inconsapevolmente con un'overdose di miele avvelenato. Per nascondere la verità Rowena aveva inscenato il suicidio, ma qualche tempo dopo aveva cominciato a ricevere delle lettere minatorie: sospettando che i ricattatori fossero la Reynolds e Ferrier, aveva organizzato la seduta spiritica per attirarli a palazzo e inscenare i loro omicidi, attribuendoli alla maledizione che incombeva sulla casa. Rowena aveva quindi cercato di annegare Poirot, avendolo scambiato per la Reynolds, salvo poi accorgersi dell'errore, raggiungere la medium e gettarla dal parapetto. Nel corso dell'intera serata Rowena aveva manipolato gli ospiti per procurarsi degli alibi e lo stesso Poirot era rimasto vittima delle sue macchinazioni, poiché le allucinazioni da lui sperimentate erano dovute al miele avvelenato somministratogli involontariamente nel tè preparato da Olga. Rowena aveva infine spinto Ferrier a uccidersi tramite una telefonata interna, dicendogli che in caso contrario avrebbe ucciso Leopold. Messa alle strette, Rowena fugge sul tetto del palazzo, e, sotto gli occhi increduli di Poirot, lo spirito di Alicia la trascina oltre la balconata, dove la donna precipita nelle acque del canale, morendo a causa dell’impatto. 
All'alba, Poirot decide di non denunciare Vitale per la truffa della seduta spiritica e in seguito incontra Olga, che ha deciso di adottare Leopold. Il detective belga confida quindi al bambino di sapere che era lui il misterioso ricattatore: Leopold, infatti, aveva intuito la verità leggendo le note dell'autopsia effettuata dal padre sul cadavere di Alicia e da altri indizi; aveva cominciato quindi a ricattare Rowena per sostenere economicamente suo padre che, a causa della sua malattia, non lavorava più. Poirot lo convince a utilizzare il denaro ottenuto con i ricatti per finanziare il viaggio in America di Desdemona e Nicholas, da tempo alla ricerca di una nuova vita a Saint Louis, nel Missouri. Maxime invece ringrazia il detective per avergli dato finalmente pace. Poirot infine, dopo aver chiuso la sua amicizia con Ariadne ed ispirato dall'esperienza, ricomincia ad accettare i casi che gli vengono proposti con rinnovata fiducia.

## Produzione
Nel marzo 2022 Steve Asbell, presidente dei 20th Century Studios, ha annunciato che la sceneggiatura di un terzo film su Poirot sarebbe stata scritta da Michael Green, basata su una storia meno conosciuta.
Le riprese del film, iniziate il 31 ottobre 2022, si sono svolte tra Venezia per gli esterni ed i Pinewood Studios per gli interni, dove è stato ricostruito un palazzo veneziano con intorno canali e gondole tipiche.

## Colonna sonora
La colonna sonora del film è stata composta da Hildur Guðnadóttir, non più da Patrick Doyle, abituale collaboratore di Branagh e compositore dei primi due capitoli della serie.

## Promozione
Il primo trailer del film è stato diffuso il 26 aprile 2023.

## Distribuzione
Il film è stato distribuito nelle sale cinematografiche italiane a partire dal 14 settembre 2023 e in quelle statunitensi dal 15 settembre.

## Accoglienza

### Incassi
Il film ha incassato complessivamente 122290456 $ nel mondo, di cui 8692535 € in Italia con 1463877 presenze.

### Critica
Il film ha ricevuto recensioni generalmente positive da parte della critica. Su Rotten Tomatoes il film ha un punteggio del 75% con un voto medio di 6,5 su 10 basato su 294 recensioni, mentre su Metacritic ha un punteggio di 63 su 100 basato su 52 critiche. CinemaScore ha dato al film un punteggio di "B" su una scala da A+ a F, come i primi due episodi, mentre gli intervistati da PostTrak hanno dato un parere positivo complessivo del 73%, con il 48% che ha dichiarato che consiglierebbe il film.